# Knabberartikel
Knabberartikel sind pikante, gewürzte und nussige Erzeugnisse. Der Begriff "Knabberartikel" ist nicht klar abgegrenzt, allgemein umfasst er die Produkte Kartoffelchips und -sticks, Stapelchips, Extrusionsprodukte und Popcorn, denen gemeinsam ist, dass zu ihrer Herstellung Rohstoffen mit hohem Stärkegehalt kurzzeitig intensive Wärme zugeführt wird. Die Wärmeübertragung erfolgt entweder direkt, wie beim Popcorn, beim Frittieren durch heißes Öl oder beim Extrudieren durch Umwandlung mechanischer Energie in Wärme und gegebenenfalls zusätzliche Beheizung von Schnecken und Gehäusen.
Der Bundesverband der Deutschen Süßwarenindustrie (BDSI) hat sieben Fachsparten, wo auch die industriellen Hersteller salziger Snacks – in der Fachsparte Knabberartikel – zusammengeschlossen sind.
Die Produktpalette Knabberartikel des BDSI wird in folgende Segmente geteilt:
- Kartoffelchips und Stapelchips
- Salz-, Käse- und Laugengebäck
- Erd- und Edelnüsse inklusive Nussmischungen
- Extruderprodukte (z. B. Erdnussflips)
- Gemüsechips[2]

Zu den Knabbergebäcken zählen auch Kräcker und Laugengebäcke in Form von trocken ausgebackenen Salzstangen und kleinen Brezeln dazu.
Im Jahr 2012 wurde eine Produktleitlinie zur Minimierung von Trans-Fettsäuren in Knabberartikeln erlassen, als Teil der Gesamtinitiative zur Minimierung von Trans-Fettsäuren in Lebensmitteln. Diese Leitlinie umfasst die Produktgruppen Kartoffelchips, Stapelchips und Extruderprodukte und besagt, dass für die Herstellung dieser Produkte keine teilgehärteten Öle und Fette eingesetzt werden.
Knabberartikel werden auch in Snackautomaten zum Verkauf angeboten.

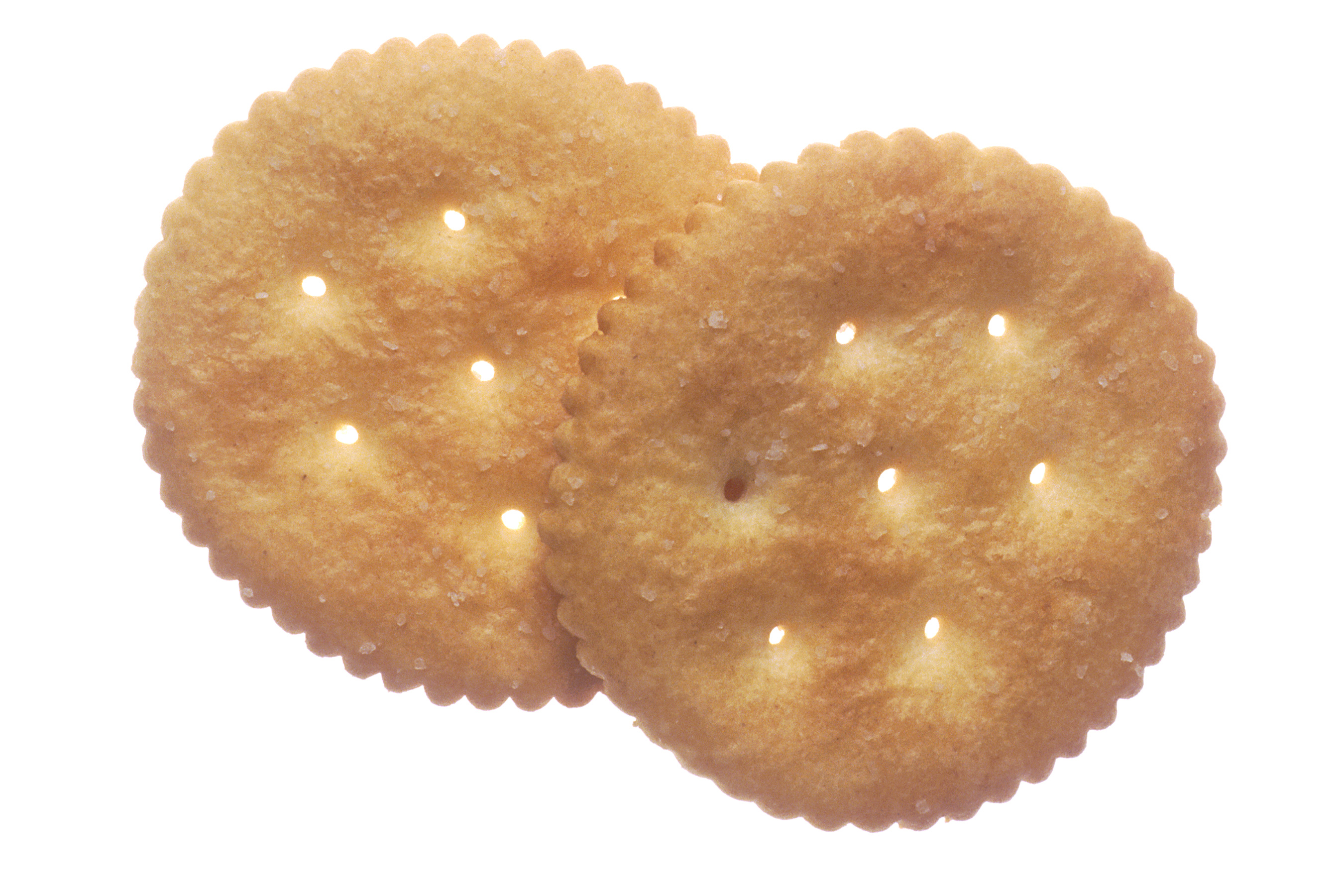
Kräcker
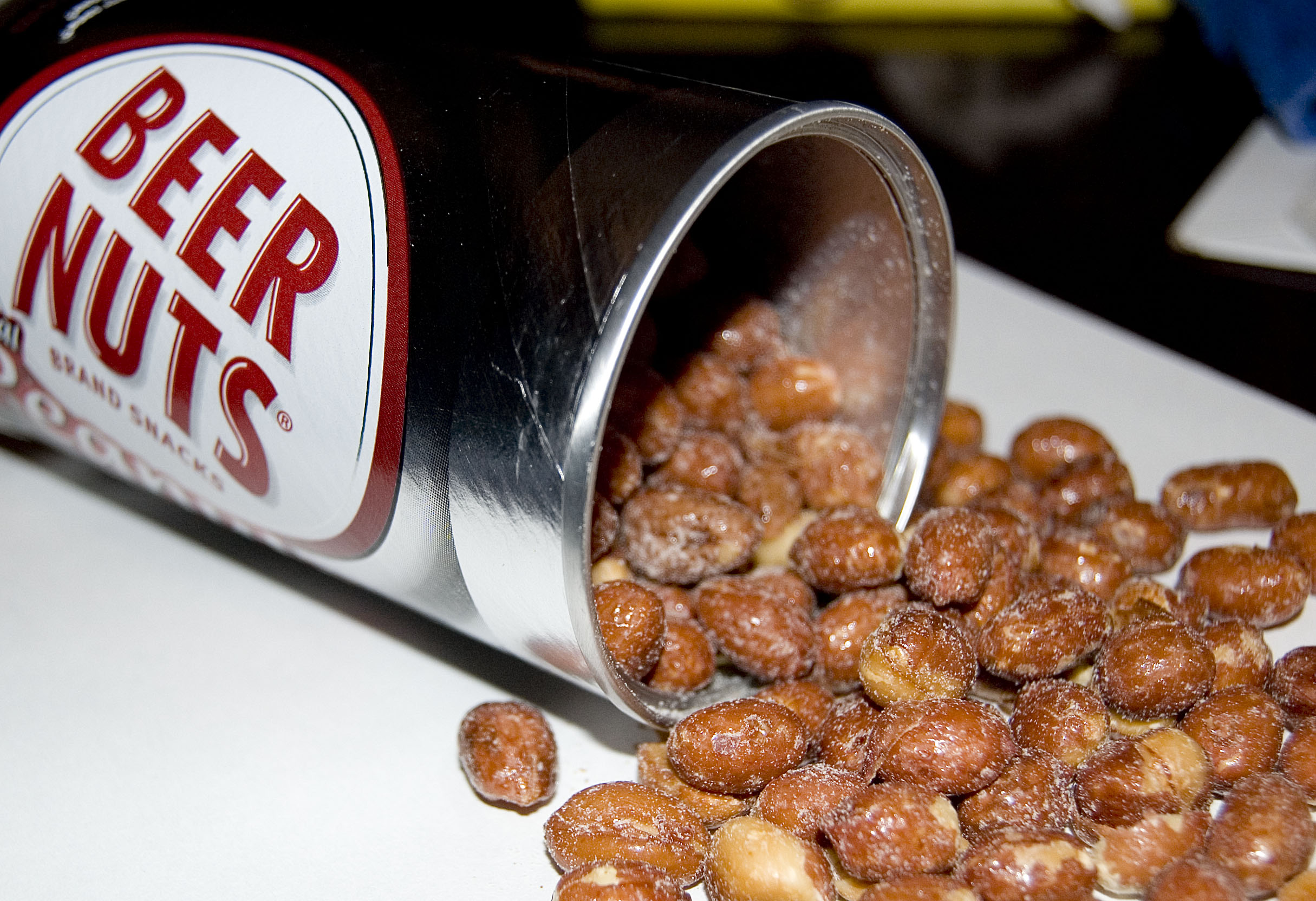
Gesalzene Erdnüsse
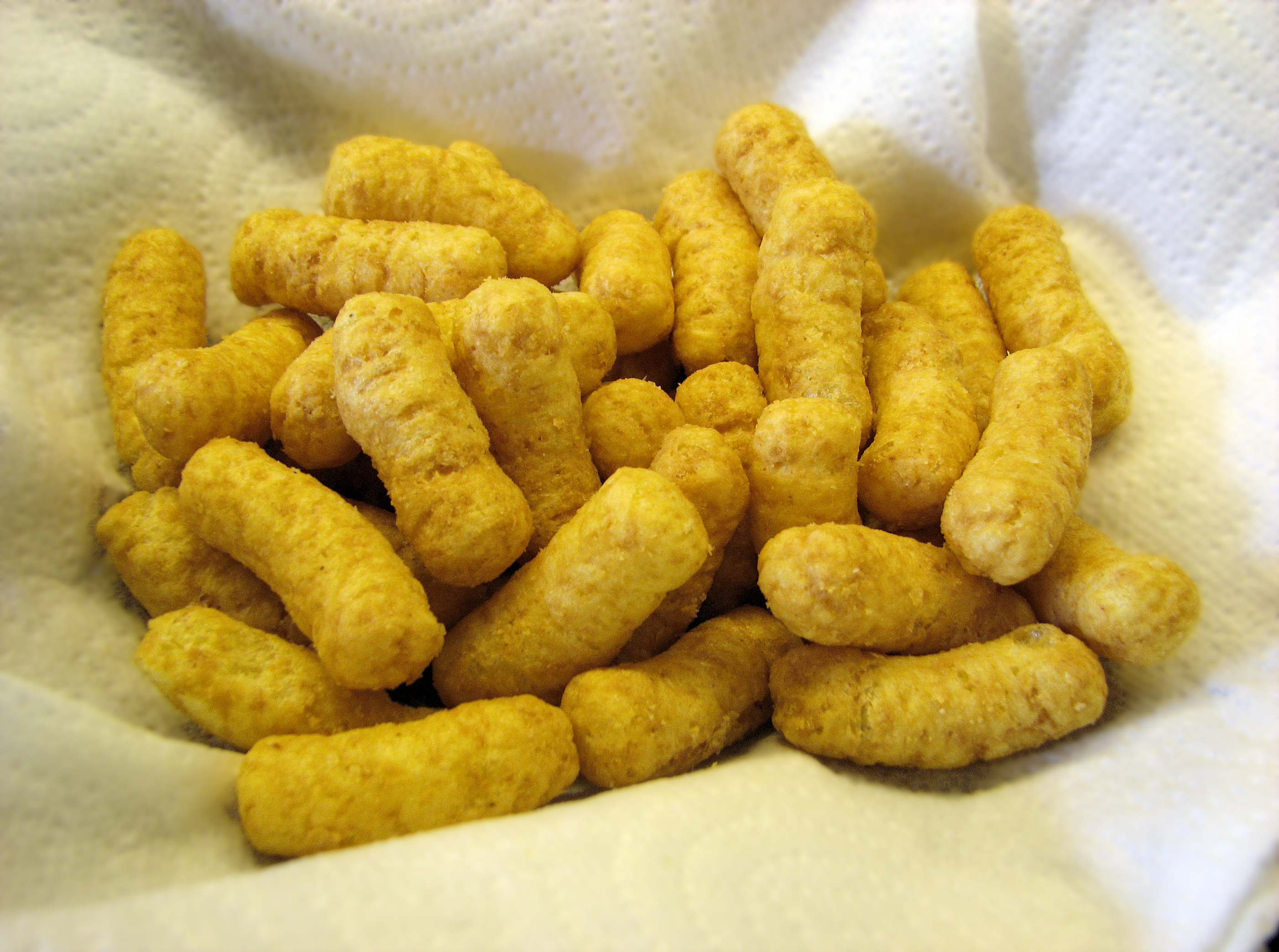
Erdnussflips
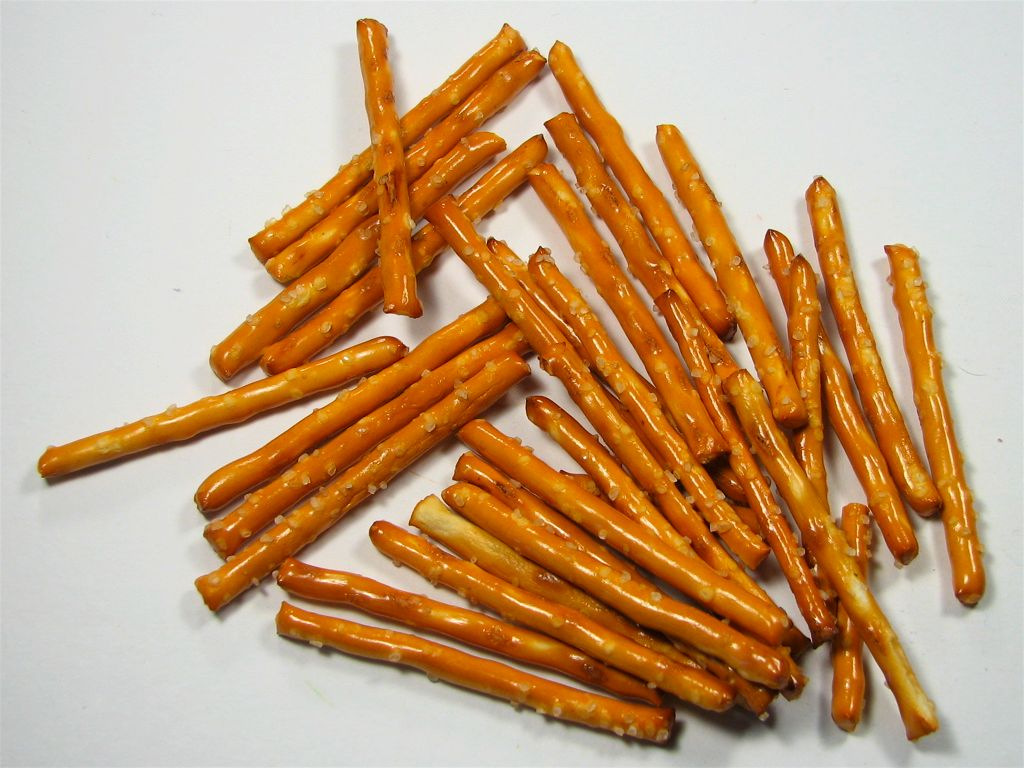
Salzstangen
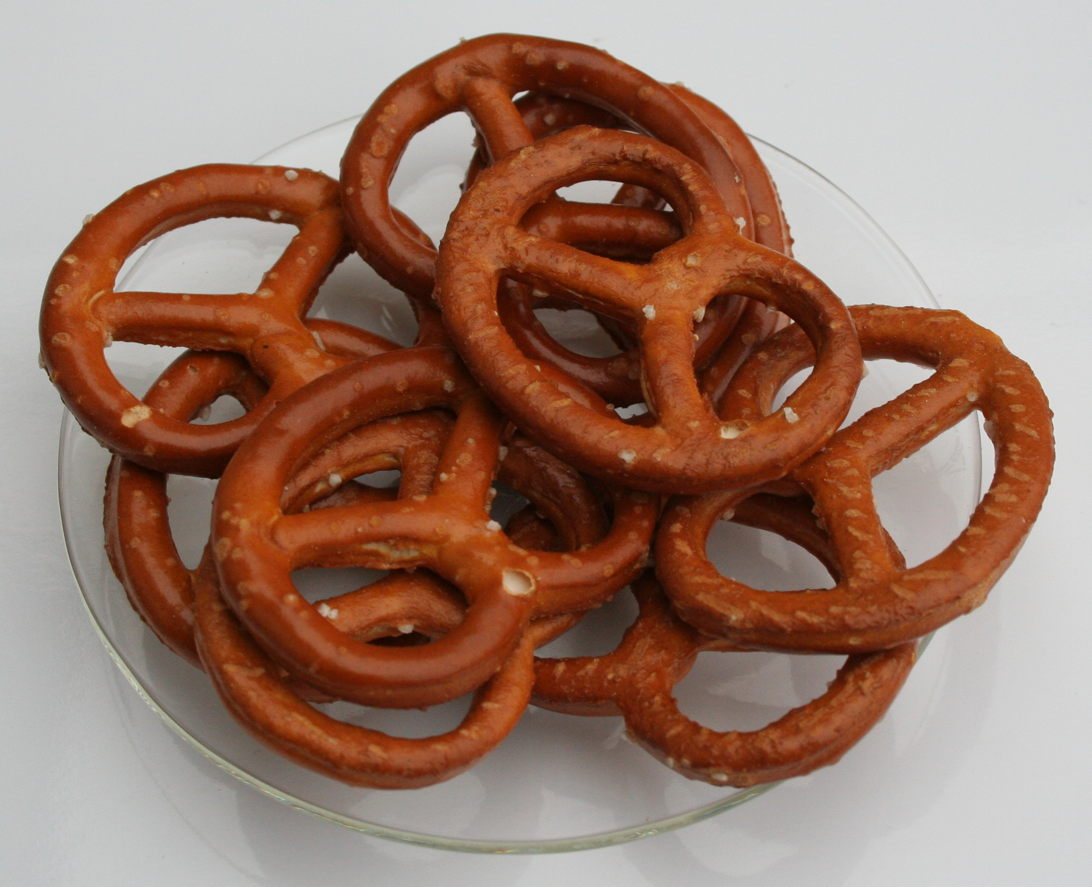
Brezeln